# بنزوثيازول
بنزوثيازول مركب عطري حلقي غير متجانس صيغته الكيميائية C7H5NS. وهو عبارة عن سائل عديم اللون لزج قليلاً. وعلى الرغم من أن مركب البنزوثيازول الأصلي لا يستخدم على نطاق واسع، إلاّ أن العديد من مشتقاته موجوده في المنتجات التجارية أو في الطبيعة. وأحد مشتقات البنزوثيازول هو العنصر الباعث للضوء للوسيفيرين والذي يوجد في اليراعات.

## البنية والتحضير
تتكون البنزوثيازولات من حلقة 3،1 -ثيازول خماسية الأضلاع متحدة مع حلقة بنزين. وتكون التسع ذرات في الحلقتين والمستبدلات المتصلة متحدة المستوى.
ويتم تحضير البنزوثيازول عن طريق معالجة 2- أمينو بنزين ثيول بكلوريدات الحمض :
C6H4(NH2)SH + RC(O)Cl → C6H4(NH)SCR + HCl + H2O

## الاستخدامات
يتم استبدال هذا الهيكل الحلقي غير المتجانس بسهولة عند مركز الميثاين في حلقة الثيازول. وهو عبارة عن شاردة ساحبة للإلكترون ثابته حرارياً ذات تطبيقات عديدة في الأصباغ مثل الثيوفلافين. وتحتوي بعض العقاقير على هذه المجموعة، ومن أمثلة ذلك، عقار الرليزول. وتتواجد الحلقة الغير متجانسة في الطبيعة.، حيث تعتمد محفزات فلكنة المطاط على (2- ميركبتوبنزوثيازول). وتعتبر هذه الحلقة مكوناً هاماً في مجال البصريات غير الخطية(NLO).

## وصلات خارجية
- MSDS